# Kanada a 2012. évi nyári olimpiai játékokon

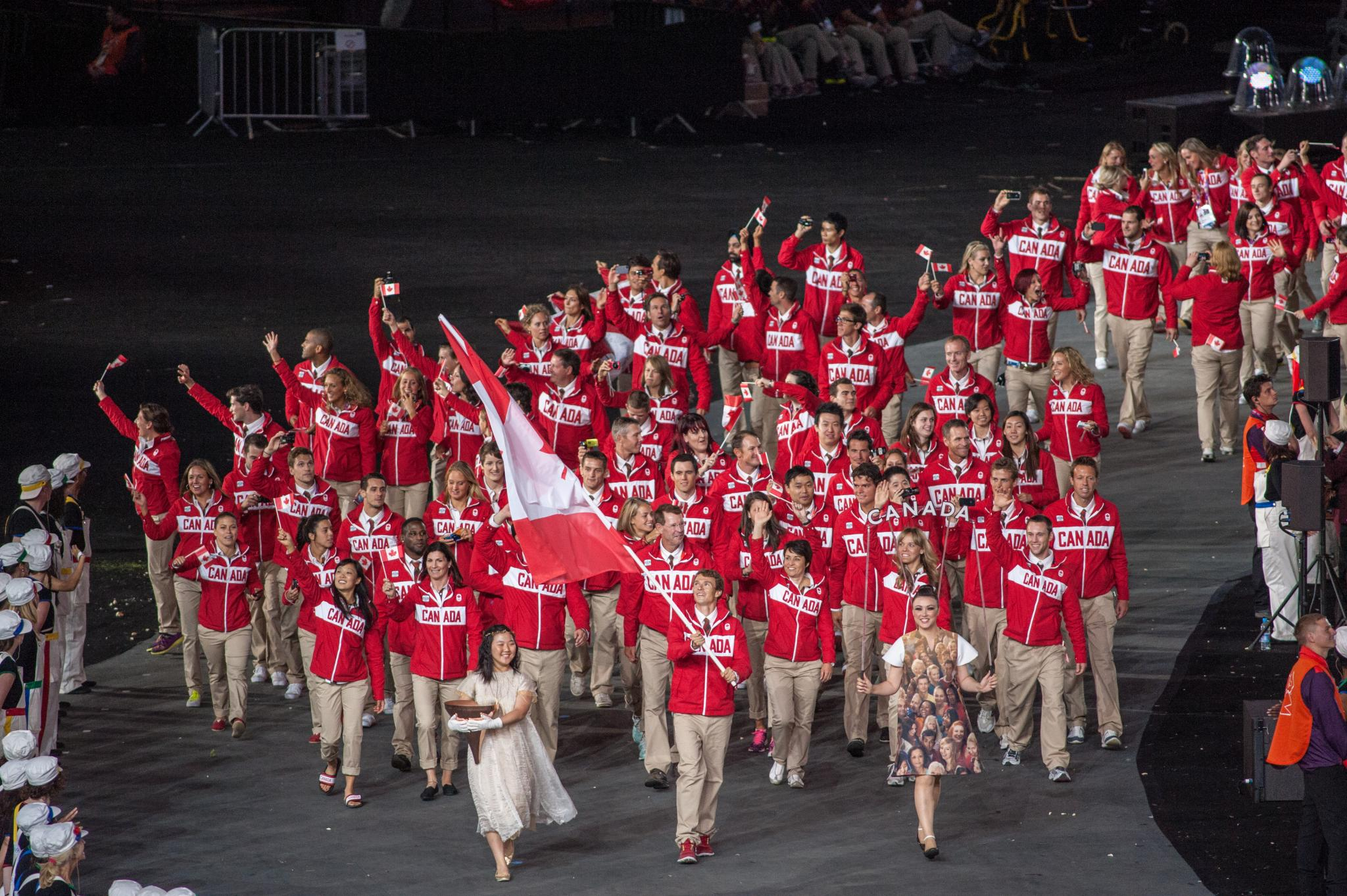
Kanada olimpiai küldöttsége a megnyitón

Kanada a nagy-britanniai Londonban megrendezett 2012. évi nyári olimpiai játékok egyik részt vevő nemzete volt. Az országot az olimpián 28 sportágban 281 sportoló képviselte, akik összesen 18 érmet szereztek.

## Érmesek
| Érem  | Versenyző | Sportág      | Versenyszám              |
| ----- | --- | ------------ | ------------------------ |
| Arany | Rosannagh MacLennan | Torna        | Női trambulin            |
| Ezüst | Tonya Verbeek | Birkózás     | Női szabadfogás, 55 kg   |
| Ezüst | Gabriel Bergen Jeremiah Brown Andrew Byrnes Douglas Csima Will Crothers Malcolm Howard Robert Gibson Conlin McCabe Brian Price | Evezés       | Férfi nyolcas            |
| Ezüst | Ashley Brzozowicz Krista Guloien Janine Hanson Darcy Marquardt Natalie Mastracci Andréanne Morin Rachelle Viinberg Lauren Wilkinson Lesley Thompson-Willie | Evezés       | Női nyolcas              |
| Ezüst | Adam Van Koeverden | Kajak-kenu   | Férfi kajak egyes 1000 m |
| Ezüst | Ryan Cochrane | Úszás        | Férfi 1500 m gyors       |
| Bronz | Derek Drouin | Atlétika     | Férfi magasugrás         |
| Bronz | Carol Huynh | Birkózás     | Női szabadfogás, 48 kg   |
| Bronz | Antoine Valois-Fortier | Cselgáncs    | Férfi váltósúly          |
| Bronz | Mark de Jonge | Kajak-kenu   | Férfi kajak egyes 200 m  |
| Bronz | Mark Oldershaw | Kajak-kenu   | Férfi kenu egyes 1000 m  |
| Bronz | Gillian Carleton Jasmin Glaesser Tara Whitten | Kerékpározás | Női csapat üldözőverseny |
| Bronz | Nemzeti válogatott Melanie Booth Candace Chapman Jonelle Filigno Robyn Gayle Kaylyn Kyle Karina LeBlanc Diana Matheson Erin McLeod Carmelina Moscato Marie-Eve Nault Kelly Parker Sophie Schmidt Desiree Scott Lauren Sesselmann Christine Sinclair Chelsea Stewart Melissa Tancredi Brittany Timko Rhian Wilkinson Emily Zurrer | Labdarúgás   | Női                      |
| Bronz | Jennifer Abel Émilie Heymans | Műugrás      | Női szinkron műugrás     |
| Bronz | Meaghan Benfeito Roseline Filion | Műugrás      | Női szinkron toronyugrás |
| Bronz | Christine Girard | Súlyemelés   | Női 63 kg                |
| Bronz | Brent Hayden | Úszás        | Férfi 100 m gyors        |
| Bronz | Richard Weinberger | Úszás        | Férfi 10 km nyílt vízi   |

## Asztalitenisz
Férfi
| Versenyző                           | Versenyszám | Selejtező                                           | 64-es főtábla                                                     | 48-as főtábla     | 32-es főtábla     | Nyolcaddöntő                                                     | Negyeddöntő       | Elődöntő          | Döntő             | Helyezés |
| Versenyző                           | Versenyszám | Ellenfél Eredmény                                   | Ellenfél Eredmény                                                 | Ellenfél Eredmény | Ellenfél Eredmény | Ellenfél Eredmény                                                | Ellenfél Eredmény | Ellenfél Eredmény | Ellenfél Eredmény | Helyezés |
| ----------------------------------- | ----------- | --------------------------------------------------- | ----------------------------------------------------------------- | ----------------- | ----------------- | ---------------------------------------------------------------- | ----------------- | ----------------- | ----------------- | -------- |
| Andre Ho                            | Egyes       | Segun Toriola (NGR) · 11-9, 5-11, 6-11, 5-11, 10-12 | kiesett                                                           | kiesett           | kiesett           | kiesett                                                          | kiesett           | kiesett           | kiesett           | 65.      |
| Pierre-Luc Hinse                    | Egyes       | erőnyerő                                            | Matīss Burģis (LAT) · 12-14, 2-11, 11-7, 11-9, 11-13, 17-15, 8-10 | kiesett           | kiesett           | kiesett                                                          | kiesett           | kiesett           | kiesett           | 49.      |
| Andre Ho Pierre-Luc Hinse Zhen Wang | Csapat      |                                                     |                                                                   |                   |                   | Japán (JPN) · Kisikava Szeija · Mizutani Dzsun · Niva Kóki · 0-3 | kiesett           | kiesett           | kiesett           | 9.       |

Női
| Versenyző | Versenyszám | Selejtező                                | 64-es főtábla                                                | 48-as főtábla                                     | 32-es főtábla     | Nyolcaddöntő      | Negyeddöntő       | Elődöntő          | Döntő             | Helyezés |
| Versenyző | Versenyszám | Ellenfél Eredmény                        | Ellenfél Eredmény                                            | Ellenfél Eredmény                                 | Ellenfél Eredmény | Ellenfél Eredmény | Ellenfél Eredmény | Ellenfél Eredmény | Ellenfél Eredmény | Helyezés |
| --------- | ----------- | ---------------------------------------- | ------------------------------------------------------------ | ------------------------------------------------- | ----------------- | ----------------- | ----------------- | ----------------- | ----------------- | -------- |
| Mo Zhang  | Egyes       | Ája Magdi (QAT) · 11-3, 11-7, 11-6, 11-3 | Melek Hu (TUR) · 8-11, 9-11, 12-10, 9-11, 11-4, 13-11, 16-14 | Qiangbing Li (AUT) · 9-11, 11-9, 2-11, 9-11, 9-11 | kiesett           | kiesett           | kiesett           | kiesett           | kiesett           | 33.      |

## Atlétika
Férfi
| Versenyző                                                   | Versenyszám     | Selejtező | Selejtező | Selejtező | Előfutam | Előfutam | Előfutam | Elődöntő | Elődöntő | Elődöntő | Döntő    | Döntő    |
| Versenyző                                                   | Versenyszám     | Idő       | Hely.     | Össz.     | Idő      | Hely.    | Össz.    | Idő      | Hely.    | Össz.    | Idő      | Helyezés |
| ----------------------------------------------------------- | --------------- | --------- | --------- | --------- | -------- | -------- | -------- | -------- | -------- | -------- | -------- | -------- |
| Justyn Warner                                               | 100 m           | kiemelt   | kiemelt   | kiemelt   | 10,09    | 3.       | 9.*      | 10,09    | 5.       | 13.      | kiesett  | kiesett  |
| Aaron Brown                                                 | 200 m           |           |           |           | 20,55    | 3.       | 12.*     | 20,42    | 4.       | 9.*      | kiesett  | kiesett  |
| Jared Connaughton                                           | 200 m           |           |           |           | 20,72    | 3.       | 31.      | 20,64    | 7.       | 17.      | kiesett  | kiesett  |
| Tremaine Harris                                             | 200 m           |           |           |           | 20,70    | 5.       | 29.      | kiesett  | kiesett  | kiesett  | kiesett  | kiesett  |
| Daundre Barnaby                                             | 400 m           |           |           |           | 46,04    | 6.       | 29.      | kiesett  | kiesett  | kiesett  | kiesett  | kiesett  |
| Geoffrey Harris                                             | 800 m           |           |           |           | 1:45,97  | 2.       | 6.       | 1:46,14  | 7.       | 17.      | kiesett  | kiesett  |
| Nate Brannen                                                | 1500 m          |           |           |           | 3:39,95  | 5.       | 16.      | 3:39,26  | 12.      | 12.      | kiesett  | kiesett  |
| Cameron Levins                                              | 5000 m          |           |           |           | 13:18,29 | 8.       | 8.       |          |          |          | 13:51,87 | 14.      |
| Cameron Levins                                              | 10 000 m        |           |           |           |          |          |          |          |          |          | 27:40,68 | 11.      |
| Mohammed Ahmed                                              | 10 000 m        |           |           |           |          |          |          |          |          |          | 28:13,91 | 18.      |
| Alexandre Genest                                            | 3000 m akadály  |           |           |           | 8:22,62  | 7.       | 13.      |          |          |          | kiesett  | kiesett  |
| Reid Coolsaet                                               | Maraton         |           |           |           |          |          |          |          |          |          | 2:16:29  | 27.      |
| Eric Gillis                                                 | Maraton         |           |           |           |          |          |          |          |          |          | 2:16:00  | 22.      |
| Dylan Wykes                                                 | Maraton         |           |           |           |          |          |          |          |          |          | 2:15:26  | 20.      |
| Iñaki Gómez                                                 | 20 km gyaloglás |           |           |           |          |          |          |          |          |          | 1:20:58  | 13.      |
| Gavin Smellie Oluseyi Smith Jared Connaughton Justyn Warner | 4 × 100 m váltó |           |           |           | 38,05    | 2.       | 3.       |          |          |          | kizárták | kizárták |

| Versenyző       | Versenyszám   | Selejtező             | Selejtező             | Döntő    | Döntő    |
| Versenyző       | Versenyszám   | Eredmény              | Helyezés              | Eredmény | Helyezés |
| --------------- | ------------- | --------------------- | --------------------- | -------- | -------- |
| Derek Drouin    | Magasugrás    | 229 cm                | 6.                    | 229 cm   | **       |
| Mike Mason      | Magasugrás    | 226 cm                | 12.**                 | 229 cm   | 8.       |
| Dylan Armstrong | Súlylökés     | 20,49 m               | 7.                    | 20,93 m  | 5.       |
| Justin Rodhe    | Súlylökés     | érvényes dobás nélkül | érvényes dobás nélkül | kiesett  | kiesett  |
| James Steacy    | Kalapácsvetés | érvényes dobás nélkül | érvényes dobás nélkül | kiesett  | kiesett  |
| Curtis Moss     | Gerelyhajítás | 78,22 m               | 22.                   | kiesett  | kiesett  |

| Versenyző     | Versenyszám | 100 m | 100 m | Távolugrás | Távolugrás | Súlylökés | Súlylökés | Magasugrás | Magasugrás | 400 m | 400 m | 110 m gát | 110 m gát | Diszkoszvetés | Diszkoszvetés | Rúdugrás | Rúdugrás | Gerelyhajítás | Gerelyhajítás | 1500 m  | 1500 m | Végeredmény | Végeredmény |
| Versenyző     | Versenyszám | Idő   | Pont  | Eredmény   | Pont       | Eredmény  | Pont      | Eredmény   | Pont       | Idő   | Pont  | Idő       | Pont      | Eredmény      | Pont          | Eredmény | Pont     | Eredmény      | Pont          | Idő     | Pont   | Pont        | Helyezés    |
| ------------- | ----------- | ----- | ----- | ---------- | ---------- | --------- | --------- | ---------- | ---------- | ----- | ----- | --------- | --------- | ------------- | ------------- | -------- | -------- | ------------- | ------------- | ------- | ------ | ----------- | ----------- |
| Damian Warner | Tízpróba    | 10,48 | 980   | 754 cm     | 945        | 13,73 m   | 712       | 205 cm     | 850        | 48,20 | 899   | 14,38     | 926       | 45,90 m       | 785           | 470 cm   | 819      | 62,77 m       | 780           | 4:29,85 | 746    | 8442        | 5.          |

Női
| Versenyző            | Versenyszám     | Selejtező | Selejtező | Selejtező | Előfutam | Előfutam | Előfutam | Elődöntő | Elődöntő | Elődöntő | Döntő   | Döntő    |
| Versenyző            | Versenyszám     | Idő       | Hely.     | Össz.     | Idő      | Hely.    | Össz.    | Idő      | Hely.    | Össz.    | Idő     | Helyezés |
| -------------------- | --------------- | --------- | --------- | --------- | -------- | -------- | -------- | -------- | -------- | -------- | ------- | -------- |
| Kerri-Ann Mitchell   | 100 m           | kiemelt   | kiemelt   | kiemelt   | 11,49    | 6.       | 41.      | kiesett  | kiesett  | kiesett  | kiesett | kiesett  |
| Crystal Emmanuel     | 200 m           |           |           |           | 23,10    | 5.       | 24.      | 23,28    | 7.       | 21.*     | kiesett | kiesett  |
| Jenna Martin         | 400 m           |           |           |           | 51,98    | 3.       | 14.*     | 52,83    | 7.       | 23.      | kiesett | kiesett  |
| Melissa Bishop       | 800 m           |           |           |           | 2:09,33  | 6.       | 30.      | kiesett  | kiesett  | kiesett  | kiesett | kiesett  |
| Jessica Smith        | 800 m           |           |           |           | 2:07,75  | 2.       | 23.      | 2:01,90  | 7.       | 22.      | kiesett | kiesett  |
| Nicole Sifuentes     | 1500 m          |           |           |           | 4:07,65  | 7.       | 15.      | 4:06,33  | 11.      | 19.      | kiesett | kiesett  |
| Hilary Stellingwerff | 1500 m          |           |           |           | 4:05,79  | 6.       | 6.       | 4:05,57  | 6.       | 16.      | kiesett | kiesett  |
| Sheila Reid          | 5000 m          |           |           |           | 15:27,41 | 15.      | 28.      |          |          |          | kiesett | kiesett  |
| Nikkita Holder       | 100 m gát       |           |           |           | 12,93    | 5.       | 13.      | 12,93    | 6.       | 16.      | kiesett | kiesett  |
| Phylicia George      | 100 m gát       |           |           |           | 12,83    | 2.       | 9.       | 12,65    | 3.       | 5.       | 12,65   | 6.       |
| Jessica Zelinka      | 100 m gát       |           |           |           | 12,75    | 2.       | 6.*      | 12,66    | 2.       | 6.       | 12,69   | 7.       |
| Sarah-Lynn Wells     | 400 m gát       |           |           |           | 56,47    | 4.       | 25.      | 56,71    | 8.       | 24.      | kiesett | kiesett  |
| Rachel Seaman        | 20 km gyaloglás |           |           |           |          |          |          |          |          |          | 1:37:36 | 52.      |

| Versenyző         | Versenyszám   | Selejtező | Selejtező | Döntő    | Döntő    |
| Versenyző         | Versenyszám   | Eredmény  | Helyezés  | Eredmény | Helyezés |
| ----------------- | ------------- | --------- | --------- | -------- | -------- |
| Mélanie Blouin    | Rúdugrás      | 425 cm    | 19.***    | kiesett  | kiesett  |
| Julie Labonte     | Súlylökés     | 17,48 m   | 22.       | kiesett  | kiesett  |
| Sultana Frizell   | Kalapácsvetés | 67,45 m   | 26.       | kiesett  | kiesett  |
| Heather Steacy    | Kalapácsvetés | 63,40 m   | 34.       | kiesett  | kiesett  |
| Elizabeth Gleadle | Gerelyhajítás | 60,26 m   | 11.       | 58,78 m  | 12.      |

| Versenyző       | Versenyszám | 100 m gát | 100 m gát | Magasugrás | Magasugrás | Súlylökés | Súlylökés | 200 m | 200 m | Távolugrás | Távolugrás | Gerelyhajítás | Gerelyhajítás | 800 m   | 800 m | Végeredmény | Végeredmény |
| Versenyző       | Versenyszám | Idő       | Pont      | Eredmény   | Pont       | Eredmény  | Pont      | Idő   | Pont  | Eredmény   | Pont       | Eredmény      | Pont          | Idő     | Pont  | Pont        | Helyezés    |
| --------------- | ----------- | --------- | --------- | ---------- | ---------- | --------- | --------- | ----- | ----- | ---------- | ---------- | ------------- | ------------- | ------- | ----- | ----------- | ----------- |
| Brianne Theisen | Hétpróba    | 13,30     | 1080      | 183 cm     | 1016       | 12,89 m   | 720       | 24,35 | 947   | 601 cm     | 853        | 46,47 m       | 792           | 2:09,27 | 975   | 6383        | 11.         |
| Jessica Zelinka | Hétpróba    | 12,65     | 1178      | 168 cm     | 830        | 14,81 m   | 848       | 23,32 | 1047  | 591 cm     | 822        | 45,75 m       | 778           | 2:09,15 | 977   | 6480        | 7.          |

* - egy másik versenyzővel azonos időt ért el

** - két másik versenyzővel azonos eredményt ért el

*** - négy másik versenyzővel azonos eredményt ért el

## Birkózás

### Férfi
Szabadfogású
| Versenyző       | Versenyszám | Selejtező                            | Nyolcaddöntő                              | Negyeddöntő                             | Elődöntő          | Vigaszág első kör | Vigaszág elődöntő                 | Bronz- mérkőzés                  | Döntő             | Helyezés |
| Versenyző       | Versenyszám | Ellenfél Eredmény                    | Ellenfél Eredmény                         | Ellenfél Eredmény                       | Ellenfél Eredmény | Ellenfél Eredmény | Ellenfél Eredmény                 | Ellenfél Eredmény                | Ellenfél Eredmény | Helyezés |
| --------------- | ----------- | ------------------------------------ | ----------------------------------------- | --------------------------------------- | ----------------- | ----------------- | --------------------------------- | -------------------------------- | ----------------- | -------- |
| David Tremblay  | 55 kg       | erőnyerő                             | Ahmet Peker (TUR) · 0-1, 1-1              | kiesett                                 | kiesett           |                   |                                   |                                  |                   | 16.      |
| Haislan Veranes | 66 kg       | Haitem Ben Alayech (TUN) · (sérülés) | Zalimhan Juszupov (TJK) · 2-0, 0-2, 2-0   | Jonemicu Tacuhiro (JPN) · 1-0, 0-1, 0-5 |                   |                   | Liván López (CUB) · 0-1, 1-0, 0-1 | kiesett                          |                   | 7.       |
| Matt Gentry     | 74 kg       | erőnyerő                             | Naraszingh Pancsam Jádav (IND) · 3-1, 1-1 | Jordan Burroughs (USA) · 1-2, 1-1       |                   |                   | Francisco Soler (PUR) · 4-0, 5-0  | Gyenyisz Cargus (RUS) · 0-1, 0-2 |                   | 5.       |
| Khetag Pliev    | 96 kg       | erőnyerő                             | Javier Cortina (CUB) · 0-2, 2-2, 1-0      | Jake Varner (USA) · 0-1, 0-1            |                   |                   | Qurbon Qurbonov (UZB) · 0-1, 1-4  | kiesett                          |                   | 10.      |
| Arjan Bhullar   | 120 kg      | erőnyerő                             | Komeil Ghasemi (IRI) · 0-1, 0-1           | kiesett                                 | kiesett           |                   |                                   |                                  |                   | 16.      |

### Női
Szabadfogású
| Versenyző         | Versenyszám | Selejtező         | Nyolcaddöntő                           | Negyeddöntő                             | Elődöntő                           | Vigaszág első kör | Vigaszág elődöntő                     | Bronz- mérkőzés                           | Döntő                          | Helyezés |
| Versenyző         | Versenyszám | Ellenfél Eredmény | Ellenfél Eredmény                      | Ellenfél Eredmény                       | Ellenfél Eredmény                  | Ellenfél Eredmény | Ellenfél Eredmény                     | Ellenfél Eredmény                         | Ellenfél Eredmény              | Helyezés |
| ----------------- | ----------- | ----------------- | -------------------------------------- | --------------------------------------- | ---------------------------------- | ----------------- | ------------------------------------- | ----------------------------------------- | ------------------------------ | -------- |
| Carol Huynh       | 48 kg       | erőnyerő          | Nguyễn Thị Lụa (VIE) · 3-0 (kétvállas) | Vanesza Kaladzinszkaja (BLR) · 6-0, 3-0 | Obara Hitomi (JPN) · 0-2, 1-2      |                   |                                       | Isabelle Sambou (SEN) · 1-0, 3-0          |                                |          |
| Tonya Verbeek     | 55 kg       | erőnyerő          | Gíta Fogat (IND) · 1-0, 0-1, 3-1       | Tetyana Lazareva (UKR) · 1-0, 1-0       | Jackeline Rentería (COL) · 1-0,1-0 |                   |                                       |                                           | Josida Szaori (JPN) · 0-3, 0-2 |          |
| Martine Dugrenier | 63 kg       | erőnyerő          | Icsó Kaori (JPN) · 0-4, 1-2            |                                         |                                    |                   | Henna Johansson (SWE) · 1-1, 2-1, 6-0 | Battszeszeg Soronzonbold (MGL) · 0-2, 0-1 |                                | 5.       |
| Leah Callahan     | 72 kg       | erőnyerő          | Ocsirbatin Burmá (MGL) · 0-3, 0-5      | kiesett                                 | kiesett                            |                   |                                       |                                           |                                | 18.      |

## Cselgáncs
Férfi
| Versenyző              | Versenyszám | Selejtező                                    | 32-es főtábla                                     | Nyolcaddöntő                           | Negyeddöntő                          | Elődöntő          | Vigaszág elődöntő                      | Bronz- mérkőzés                      | Döntő             | Helyezés |
| Versenyző              | Versenyszám | Ellenfél Eredmény                            | Ellenfél Eredmény                                 | Ellenfél Eredmény                      | Ellenfél Eredmény                    | Ellenfél Eredmény | Ellenfél Eredmény                      | Ellenfél Eredmény                    | Ellenfél Eredmény | Helyezés |
| ---------------------- | ----------- | -------------------------------------------- | ------------------------------------------------- | -------------------------------------- | ------------------------------------ | ----------------- | -------------------------------------- | ------------------------------------ | ----------------- | -------- |
| Sergio Pessoa          | Légsúly     | erőnyerő                                     | Jerkebulan Koszajev (KAZ) · 000(1)–000(0) (bírói) | kiesett                                | kiesett                              | kiesett           |                                        |                                      |                   | 17.      |
| Sasha Mehmedovic       | Harmatsúly  | Carlos Figueroa (ESA) · 010(0)-000(0)        | Ebinuma Maszasi (JPN) · 000(0)–111(0)             | kiesett                                | kiesett                              | kiesett           |                                        |                                      |                   | 17.      |
| Nicolas Tritton        | Könnyűsúly  | erőnyerő                                     | Navroʻz Joʻraqobilov (UZB) · 000(2)–001(1)        | kiesett                                | kiesett                              | kiesett           |                                        |                                      |                   | 17.      |
| Antoine Valois-Fortier | Váltósúly   | Elnur Məmmədli (AZE) · 000(1)-000(1) (bírói) | Euan Burton (GBR) · 100(0)-000(0)                 | Srđan Mrvaljević (MNE) · 011(2)-001(1) | Ivan Nyifontov (RUS) · 000(0)-010(0) |                   | Emmanuel Lucenti (ARG) · 010(1)-000(1) | Travis Stevens (USA) · 001(1)-000(0) |                   |          |
| Alexandre Émond        | Középsúly   |                                              | Winston Gordon (GBR) · 000(0)–100(0)              | kiesett                                | kiesett                              | kiesett           |                                        |                                      |                   | 17.      |

Női
| Versenyző        | Versenyszám  | Selejtező                               | Nyolcaddöntő                        | Negyeddöntő       | Elődöntő          | Vigaszág elődöntő | Bronz- mérkőzés   | Döntő             | Helyezés |
| Versenyző        | Versenyszám  | Ellenfél Eredmény                       | Ellenfél Eredmény                   | Ellenfél Eredmény | Ellenfél Eredmény | Ellenfél Eredmény | Ellenfél Eredmény | Ellenfél Eredmény | Helyezés |
| ---------------- | ------------ | --------------------------------------- | ----------------------------------- | ----------------- | ----------------- | ----------------- | ----------------- | ----------------- | -------- |
| Joliane Melançon | Könnyűsúly   | Sabrina Filzmoser (AUT) · 010(0)-100(0) | kiesett                             | kiesett           | kiesett           |                   |                   |                   | 17.      |
| Kelita Zupancic  | Középsúly    | erőnyerő                                | Lucie Décosse (FRA) · 000(1)-100(1) | kiesett           | kiesett           |                   |                   |                   | 9.       |
| Amy Cotton       | Félnehézsúly | Audrey Tcheuméo (FRA) · 000(1)-001(0)   | kiesett                             | kiesett           | kiesett           |                   |                   |                   | 17.      |

## Evezés
Férfi
| Versenyző | Versenyszám              | Előfutam | Előfutam | Vigaszág | Vigaszág | Elődöntő | Elődöntő | Elődöntő | Döntő | Döntő   | Döntő | Helyezés |
| Versenyző | Versenyszám              | Idő      | Hely.    | Idő      | Hely.    | Típus    | Idő      | Hely.    | Típus | Idő     | Hely. | Helyezés |
| --- | ------------------------ | -------- | -------- | -------- | -------- | -------- | -------- | -------- | ----- | ------- | ----- | -------- |
| Michael Braithwaite Kevin Kowalyk | Kétpárevezős             | 6:34,11  | 6.       | 6:30,74  | 3.       | A/B      | 6:38,94  | 6.       | B     | 6:32,61 | 6.    | 12.      |
| Doug Vandor Morgan Jarvis | Könnyűsúlyú kétpárevezős | 6:42,59  | 3.       | 6:36,03  | 4.       | C/D      | 7:02,85  | 1.       | C     | 6:46,62 | 2.    | 14.      |
| David Calder Scott Frandsen | Kormányos nélküli kettes | 6:23,80  | 1.       |          |          | A/B      | 6:56,47  | 3.       | A     | 6:30,49 | 6.    | 6.       |
| Michael Wilkinson Anthony Jacob Will Dean Derek O'Farrell                                                                                  | Kormányos nélküli négyes | 5:50,78  | 3.       |          |          | A/B      | 6:08,90  | 5.       | B     | 6:11,15 | 3.    | 9.       |
| Gabriel Bergen Douglas Csima Robert Gibson Conlin McCabe Malcolm Howard Andrew Byrnes Jeremiah Brown Will Crothers Brian Price (kormányos) | Nyolcas                  | 5:37,91  | 4.       | 5:27,41  | 2.       |          |          |          | A     | 5:49,98 | 2.    |          |

Női
| Versenyző | Versenyszám              | Előfutam | Előfutam | Vigaszág | Vigaszág | Elődöntő | Elődöntő | Elődöntő | Döntő | Döntő   | Döntő | Helyezés |
| Versenyző | Versenyszám              | Idő      | Hely.    | Idő      | Hely.    | Típus    | Idő      | Hely.    | Típus | Idő     | Hely. | Helyezés |
| --- | ------------------------ | -------- | -------- | -------- | -------- | -------- | -------- | -------- | ----- | ------- | ----- | -------- |
| Lindsay Jennerich Patricia Obee | Könnyűsúlyú kétpárevezős | 7:10,89  | 5.       | 7:15,37  | 2.       | A/B      | 7:14,83  | 4.       | B     | 7:17,24 | 1.    | 7.       |
| Janine Hanson Rachelle Viinberg Krista Guloien Lauren Wilkinson Natalie Mastracci Ashley Brzozowicz Darcy Marquardt Andréanne Morin Lesley Thompson-Willie (kormányos) | Nyolcas                  | 6:13,91  | 1.       |          |          |          |          |          | A     | 6:12,06 | 2.    |          |

## Íjászat
Férfi
| Versenyző      | Versenyszám | Selejtező | Selejtező | 64-es főtábla                  | 32-es főtábla     | Nyolcaddöntő      | Negyeddöntő       | Elődöntő          | Döntő             | Helyezés |
| Versenyző      | Versenyszám | Pont      | Kiemelés  | Ellenfél Eredmény              | Ellenfél Eredmény | Ellenfél Eredmény | Ellenfél Eredmény | Ellenfél Eredmény | Ellenfél Eredmény | Helyezés |
| -------------- | ----------- | --------- | --------- | ------------------------------ | ----------------- | ----------------- | ----------------- | ----------------- | ----------------- | -------- |
| Crispin Duenas | Egyéni      | 678       | 8.        | Ahmed El-Nemr (EGY)(57.) · 2-6 | kiesett           | kiesett           | kiesett           | kiesett           | kiesett           | 33.      |

Női
| Versenyző          | Versenyszám | Selejtező | Selejtező | 64-es főtábla                   | 32-es főtábla     | Nyolcaddöntő      | Negyeddöntő       | Elődöntő          | Döntő             | Helyezés |
| Versenyző          | Versenyszám | Pont      | Kiemelés  | Ellenfél Eredmény               | Ellenfél Eredmény | Ellenfél Eredmény | Ellenfél Eredmény | Ellenfél Eredmény | Ellenfél Eredmény | Helyezés |
| ------------------ | ----------- | --------- | --------- | ------------------------------- | ----------------- | ----------------- | ----------------- | ----------------- | ----------------- | -------- |
| Marie-Pier Beaudet | Egyéni      | 645       | 29.       | Louise Laursen (DEN)(36.) · 3-7 | kiesett           | kiesett           | kiesett           | kiesett           | kiesett           | 33.      |

## Kajak-kenu

### Síkvízi
Férfi
| Versenyző                    | Versenyszám         | Előfutam | Előfutam | Előfutam | Elődöntő | Elődöntő | Elődöntő | Döntő | Döntő    | Döntő    | Helyezés |
| Versenyző                    | Versenyszám         | Idő      | Hely.    | Össz.    | Idő      | Hely.    | Össz.    | Típus | Idő      | Helyezés | Helyezés |
| ---------------------------- | ------------------- | -------- | -------- | -------- | -------- | -------- | -------- | ----- | -------- | -------- | -------- |
| Mark de Jonge                | Kajak egyes 200 m   | 35,396   | 1.       | 4.       | 35,595   | 1.       | 2.       | A     | 36,657   | 3.       |          |
| Adam Van Koeverden           | Kajak egyes 1000 m  | 3:28,697 | 1.       | 1.       | 3:28,209 | 1.       | 1.       | A     | 3:27,170 | 2.       |          |
| Ryan Cochrane Hugues Fournel | Kajak kettes 200 m  | 33,407   | 4.       | 6.       | 33,500   | 4.       | 7.       | A     | 35,396   | 7.       | 7.       |
| Ryan Cochrane Hugues Fournel | Kajak kettes 1000 m | 3:55,748 | 6.       | 12.      | 3:29,819 | 5.       | 10.      | B     | 3:18,550 | 4.       | 12.      |
| Jason Mccoombs               | Kenu egyes 200 m    | 41,742   | 4.       | 10.      | 42,255   | 4.       | 12.      | B     | 44,973   | 5.       | 13.      |
| Mark Oldershaw               | Kenu egyes 1000 m   | 3:55,211 | 2.       | 2.       | 3:52,197 | 2.       | 3.       | A     | 3:48,502 | 3.       |          |

Női
| Versenyző      | Versenyszám       | Előfutam | Előfutam | Előfutam | Elődöntő | Elődöntő | Elődöntő | Döntő   | Döntő    | Döntő    | Helyezés |
| Versenyző      | Versenyszám       | Idő      | Hely.    | Össz.    | Idő      | Hely.    | Össz.    | Típus   | Idő      | Helyezés | Helyezés |
| -------------- | ----------------- | -------- | -------- | -------- | -------- | -------- | -------- | ------- | -------- | -------- | -------- |
| Émilie Fournel | Kajak egyes 200 m | 43,117   | 5.       | 19.      | 43,030   | 7.       | 21.      | kiesett | kiesett  | kiesett  | 21.      |
| Émilie Fournel | Kajak egyes 500 m | 1:58,740 | 5.       | 20.      | 1:54,120 | 6.       | 15.      | B       | 1:56,058 | 6.       | 14.      |

### Szlalom
Férfi
| Versenyző      | Versenyszám | Selejtező | Selejtező | Selejtező | Selejtező | Selejtező     | Selejtező     | Elődöntő | Elődöntő | Döntő   | Döntő    |
| Versenyző      | Versenyszám | 1. futam  | 1. futam  | 2. futam  | 2. futam  | Jobb eredmény | Jobb eredmény | Elődöntő | Elődöntő | Döntő   | Döntő    |
| Versenyző      | Versenyszám | Pont      | Hely.     | Pont      | Hely.     | Pont          | Hely.         | Pont     | Hely.    | Pont    | Helyezés |
| -------------- | ----------- | --------- | --------- | --------- | --------- | ------------- | ------------- | -------- | -------- | ------- | -------- |
| Michael Tayler | Kajak egyes | 155,89    | 21.       | 97,64     | 18.       | 97,64         | 20.           | kiesett  | kiesett  | kiesett | kiesett  |

## Kerékpározás

### BMX
| Versenyző   | Versenyszám | Selejtező | Selejtező | Negyeddöntő | Negyeddöntő | Elődöntő | Elődöntő | Döntő   | Döntő    | Helyezés |
| Versenyző   | Versenyszám | Idő       | Helyezés  | Pont        | Helyezés    | Pont     | Helyezés | Idő     | Helyezés | Helyezés |
| ----------- | ----------- | --------- | --------- | ----------- | ----------- | -------- | -------- | ------- | -------- | -------- |
| Tory Nyhaug | Férfi       | 39,515    | 20.       | 20          | 5.          | kiesett  | kiesett  | kiesett | kiesett  | 18.      |

### Hegyi-kerékpározás
| Versenyző         | Versenyszám        | Idő             | Helyezés      |
| ----------------- | ------------------ | --------------- | ------------- |
| Geoff Kabush      | Férfi terepverseny | 1:30:43 (+1:36) | 8.            |
| Max Plaxton       | Férfi terepverseny | nem ért célba   | nem ért célba |
| Emily Batty       | Női terepverseny   | 1:40:37 (+9:45) | 24.           |
| Catharine Pendrel | Női terepverseny   | 1:34:28 (+3:36) | 9.            |

### Országúti kerékpározás
Férfi
| Versenyző      | Versenyszám   | Idő                 | Helyezés |
| -------------- | ------------- | ------------------- | -------- |
| Ryder Hesjedal | Mezőnyverseny | 5:46:37 (+0:40)     | 63.      |
| Ryder Hesjedal | Időfutam      | 56:06,18 (+5:26,64) | 28.      |

Női
| Versenyző          | Versenyszám   | Idő                 | Helyezés |
| ------------------ | ------------- | ------------------- | -------- |
| Joelle Numainville | Mezőnyverseny | 3:35:56 (+0:27)     | 12.      |
| Clara Hughes       | Mezőnyverseny | 3:36:01 (+0:32)     | 32.      |
| Clara Hughes       | Időfutam      | 38:28,96 (+0:54,14) | 5.       |
| Denise Ramsden     | Időfutam      | 41:44,81 (+4:09,99) | 19.      |
| Denise Ramsden     | Mezőnyverseny | 3:35:56 (+0:27)     | 27.      |

### Pálya-kerékpározás
Sprintversenyek
| Versenyző        | Versenyszám | Selejtező | Selejtező | 1. forduló                 | Vigaszág                                       | Vigaszág | 2. forduló                 | Vigaszág                                             | Vigaszág | 9–12. helyért                                                         | 9–12. helyért | Negyeddöntő          | 5–8. helyért           | 5–8. helyért | Elődöntő             | Döntő                | Helyezés |
| Versenyző        | Versenyszám | Idő       | Hely.     | Ellenfél Győztes idő       | Ellenfelek Győztes idő                         | Hely.    | Ellenfél Győztes idő       | Ellenfelek Győztes idő                               | Hely.    | Ellenfelek Győztes idő                                                | Hely.         | Ellenfél Győztes idő | Ellenfelek Győztes idő | Hely.        | Ellenfél Győztes idő | Ellenfél Győztes idő | Helyezés |
| ---------------- | ----------- | --------- | --------- | -------------------------- | ---------------------------------------------- | -------- | -------------------------- | ---------------------------------------------------- | -------- | --------------------------------------------------------------------- | ------------- | -------------------- | ---------------------- | ------------ | -------------------- | -------------------- | -------- |
| Monique Sullivan | Női egyéni  | 11,347    | 12.       | Lee Wai Sze (HKG) · 11,300 | I Hjedzsin (KOR) · Maeda Kajono (JPN) · 11,572 | 1.       | Anna Meares (AUS) · 11,566 | Volha Panarina (BLR) · Natasha Hansen (NZL) · 11,443 | 2.       | Willy Kanis (NED) · Lee Wai Sze (HKG) · Natasha Hansen (NZL) · 11,852 | 3.            |                      |                        |              |                      |                      | 11.      |

Üldözőversenyek
| Versenyző                                     | Versenyszám | Selejtező | Selejtező | Elődöntő                                                                       | Elődöntő  | Elődöntő | Döntő                                                                                           | Döntő     | Döntő    |
| Versenyző                                     | Versenyszám | Idő       | Hely.     | Ellenfél Idő                                                                   | Saját idő | Hely.    | Ellenfél Idő                                                                                    | Saját idő | Helyezés |
| --------------------------------------------- | ----------- | --------- | --------- | ------------------------------------------------------------------------------ | --------- | -------- | ----------------------------------------------------------------------------------------------- | --------- | -------- |
| Gillian Carleton Jasmin Glaesser Tara Whitten | Női csapat  | 3:19,816  | 4.        | Nagy-Britannia (GBR) · Danielle King · Joanna Rowsell · Laura Trott · 3:14,682 | 3:17,454  | 4.       | Bronzmérkőzés · Ausztrália (AUS) · Annette Edmondson · Melissa Hoskins · Josie Tomic · 3:18,096 | 3:17,915  |          |

Keirin
| Versenyző        | Versenyszám | 1. forduló | Vigaszág | 2. forduló | Döntő    | Helyezés |
| Versenyző        | Versenyszám | Helyezés   | Helyezés | Helyezés   | Helyezés | Helyezés |
| ---------------- | ----------- | ---------- | -------- | ---------- | -------- | -------- |
| Joseph Veloce    | Férfi       | 4.         | 4.       | kiesett    | kiesett  | 13.      |
| Monique Sullivan | Női         | 5.         | 3.       | 2.         | 6.       | 6.       |

Omnium
| Versenyző | Versenyszám | 200 méter | 200 méter | 30 km-es pontverseny | 30 km-es pontverseny | Kieséses verseny | 4 km-es egyéni üldözőverseny | 4 km-es egyéni üldözőverseny | 15 km-es scratch | 15 km-es scratch | 1000 m-es időfutam | 1000 m-es időfutam | Összesítés | Összesítés |
| Versenyző | Versenyszám | Idő       | Hely.     | Pont                 | Hely.                | Hely.            | Eredmény                     | Hely.                        | Lekörözés        | Hely.            | Idő                | Hely.              | Pont       | Helyezés   |
| --------- | ----------- | --------- | --------- | -------------------- | -------------------- | ---------------- | ---------------------------- | ---------------------------- | ---------------- | ---------------- | ------------------ | ------------------ | ---------- | ---------- |
| Zach Bell | Férfi       | 13,406    | 7.        | 4                    | 13.                  | 10.              | 4:29,411                     | 8.                           | –                | 1.               | 1:04,328           | 10.                | 49         | 8.         |

| Versenyző    | Versenyszám | 200 méter | 200 méter | 20 km-es pontverseny | 20 km-es pontverseny | Kieséses verseny | 3 km-es egyéni üldözőverseny | 3 km-es egyéni üldözőverseny | 10 km-es scratch | 10 km-es scratch | 500 m-es időfutam | 500 m-es időfutam | Összesítés | Összesítés |
| Versenyző    | Versenyszám | Idő       | Hely.     | Pont                 | Hely.                | Hely.            | Eredmény                     | Hely.                        | Lekörözés        | Hely.            | Idő               | Hely.             | Pont       | Helyezés   |
| ------------ | ----------- | --------- | --------- | -------------------- | -------------------- | ---------------- | ---------------------------- | ---------------------------- | ---------------- | ---------------- | ----------------- | ----------------- | ---------- | ---------- |
| Tara Whitten | Női         | 14,516    | 7.        | 28                   | 3.                   | 8.               | 3:31,114                     | 3.                           | –                | 6.               | 36,509            | 10.               | 37         | 4.         |

## Kosárlabda

### Női
| Kanadai női kosárlabdacsapat-játékoskeret                                                             | Kanadai női kosárlabdacsapat-játékoskeret                                                             |
| --- | --- |
| - Natalie Achonwa - Chelsea Aubry - Miranda Ayim - Teresa Gabriele - Lizanne Murphy - Krista Phillips | - Courtnay Pilypaitis - Michelle Plouffe - Kim Smith - Alisha Tatham - Tamara Tatham - Shona Thorburn |

#### Eredmények
Csoportkör
B csoport
| Csapat               | M | Gy | V | P+  | P–  | Pk  | PA     | P  |
| -------------------- | - | -- | - | --- | --- | --- | ------ | -- |
| Franciaország (FRA)  | 5 | 5  | 0 | 356 | 319 | +37 | 1,116  | 10 |
| Ausztrália (AUS)     | 5 | 4  | 1 | 314 | 308 | +6  | 1,0195 | 9  |
| Oroszország (RUS)    | 5 | 3  | 2 | 281 | 259 | +22 | 1,085  | 8  |
| Kanada (CAN)         | 5 | 2  | 3 | 265 | 260 | +5  | 1,0192 | 7  |
| Brazília (BRA)       | 5 | 1  | 4 | 329 | 354 | −25 | 0,929  | 6  |
| Nagy-Britannia (GBR) | 5 | 0  | 5 | 327 | 372 | −45 | 0,879  | 5  |

| 2012. július 28. 11:15 (12:15) | Kanada (CAN)                            | 53–58     | Oroszország (RUS) | Basketball Arena, London Játékvezetők: Recep Ankaralı (TUR), Peng Ling (CHN), Samir Abaakil (MAR) |
| 2012. július 28. 11:15 (12:15) | (17–15, 13–9, 13–13, 10–21) Jegyzőkönyv |           |                   | Basketball Arena, London Játékvezetők: Recep Ankaralı (TUR), Peng Ling (CHN), Samir Abaakil (MAR) |
| 2012. július 28. 11:15 (12:15) | Smith 20                                | Pont      | Hammon 14         | Basketball Arena, London Játékvezetők: Recep Ankaralı (TUR), Peng Ling (CHN), Samir Abaakil (MAR) |
| 2012. július 28. 11:15 (12:15) | T. Tatham 5                             | Lepattanó | Oszipova 12       | Basketball Arena, London Játékvezetők: Recep Ankaralı (TUR), Peng Ling (CHN), Samir Abaakil (MAR) |
| 2012. július 28. 11:15 (12:15) | Thorburn 6                              | Gólpassz  | Danyilocskina 6   | Basketball Arena, London Játékvezetők: Recep Ankaralı (TUR), Peng Ling (CHN), Samir Abaakil (MAR) |

| 2012. július 30. 20:00 (21:00) | Nagy-Britannia (GBR)                     | 65–73     | Kanada (CAN)            | Basketball Arena, London Játékvezetők: Juan Arteaga (ESP), Saša Pukl (SLO), Vitalis Gode (KEN) |
| 2012. július 30. 20:00 (21:00) | (15–19, 17–17, 21–19, 12–18) Jegyzőkönyv |           |                         | Basketball Arena, London Játékvezetők: Juan Arteaga (ESP), Saša Pukl (SLO), Vitalis Gode (KEN) |
| 2012. július 30. 20:00 (21:00) | Stafford, Leedham 15                     | Pont      | Thorburn 18             | Basketball Arena, London Játékvezetők: Juan Arteaga (ESP), Saša Pukl (SLO), Vitalis Gode (KEN) |
| 2012. július 30. 20:00 (21:00) | Fagbenle 6                               | Lepattanó | Pilypaitis, T. Tatham 5 | Basketball Arena, London Játékvezetők: Juan Arteaga (ESP), Saša Pukl (SLO), Vitalis Gode (KEN) |
| 2012. július 30. 20:00 (21:00) | Collins 4                                | Gólpassz  | Gabriele 7              | Basketball Arena, London Játékvezetők: Juan Arteaga (ESP), Saša Pukl (SLO), Vitalis Gode (KEN) |

| 2012. augusztus 1. 9:00 (10:00) | Kanada (CAN)                             | 60–64     | Franciaország (FRA) | Basketball Arena, London Játékvezetők: Luigi Lamonica (ITA), Pablo Estévez (ARG), Shoko Suguro (JPN) |
| 2012. augusztus 1. 9:00 (10:00) | (12–13, 13–15, 15–14, 20–22) Jegyzőkönyv |           |                     | Basketball Arena, London Játékvezetők: Luigi Lamonica (ITA), Pablo Estévez (ARG), Shoko Suguro (JPN) |
| 2012. augusztus 1. 9:00 (10:00) | Thorburn 17                              | Pont      | Gomis 16            | Basketball Arena, London Játékvezetők: Luigi Lamonica (ITA), Pablo Estévez (ARG), Shoko Suguro (JPN) |
| 2012. augusztus 1. 9:00 (10:00) | Achonwa 8                                | Lepattanó | Gruda 6             | Basketball Arena, London Játékvezetők: Luigi Lamonica (ITA), Pablo Estévez (ARG), Shoko Suguro (JPN) |
| 2012. augusztus 1. 9:00 (10:00) | Thorburn 3                               | Gólpassz  | három játékos 3     | Basketball Arena, London Játékvezetők: Luigi Lamonica (ITA), Pablo Estévez (ARG), Shoko Suguro (JPN) |

| 2012. augusztus 3. 14:30 (15:30) | Brazília (BRA)                          | 73–79     | Kanada (CAN)         | Basketball Arena, London Játékvezetők: José Carrion (PUR), Borisz Rizsik (UKR), Carole Delauné (FRA) |
| 2012. augusztus 3. 14:30 (15:30) | (8–18, 17–21, 28–16, 20–24) Jegyzőkönyv |           |                      | Basketball Arena, London Játékvezetők: José Carrion (PUR), Borisz Rizsik (UKR), Carole Delauné (FRA) |
| 2012. augusztus 3. 14:30 (15:30) | de Souza 22                             | Pont      | Pilypaitis, Smith 14 | Basketball Arena, London Játékvezetők: José Carrion (PUR), Borisz Rizsik (UKR), Carole Delauné (FRA) |
| 2012. augusztus 3. 14:30 (15:30) | Rodrigues 4                             | Lepattanó | Thorburn 8           | Basketball Arena, London Játékvezetők: José Carrion (PUR), Borisz Rizsik (UKR), Carole Delauné (FRA) |
| 2012. augusztus 3. 14:30 (15:30) | de Souza 12                             | Gólpassz  | Smith 5              | Basketball Arena, London Játékvezetők: José Carrion (PUR), Borisz Rizsik (UKR), Carole Delauné (FRA) |

| 2012. augusztus 5. 14:30 (15:30) | Kanada (CAN)                             | 63–72     | Ausztrália (AUS)   | Basketball Arena, London Játékvezetők: Felicia Grinter (USA), Oļegs Latiševs (LAT), Snehal Bendke (IND) |
| 2012. augusztus 5. 14:30 (15:30) | (10–24, 12–11, 20–12, 21–25) Jegyzőkönyv |           |                    | Basketball Arena, London Játékvezetők: Felicia Grinter (USA), Oļegs Latiševs (LAT), Snehal Bendke (IND) |
| 2012. augusztus 5. 14:30 (15:30) | Smith 17                                 | Pont      | Snell 12           | Basketball Arena, London Játékvezetők: Felicia Grinter (USA), Oļegs Latiševs (LAT), Snehal Bendke (IND) |
| 2012. augusztus 5. 14:30 (15:30) | Murphy 5                                 | Lepattanó | Jackson 9          | Basketball Arena, London Játékvezetők: Felicia Grinter (USA), Oļegs Latiševs (LAT), Snehal Bendke (IND) |
| 2012. augusztus 5. 14:30 (15:30) | Thorburn 5                               | Gólpassz  | Screen, Harrower 4 | Basketball Arena, London Játékvezetők: Felicia Grinter (USA), Oļegs Latiševs (LAT), Snehal Bendke (IND) |

Negyeddöntő
| 2012. augusztus 7. 14:00 (15:00) | Egyesült Államok (USA)                  | 91–48     | Kanada (CAN) | Basketball Arena, London Játékvezetők: Guerrino Cerebuch (ITA), Szuguro Sóko (JPN), Vitalis Gode (KEN) |
| 2012. augusztus 7. 14:00 (15:00) | (19–8, 23–13, 26–10, 23–17) Jegyzőkönyv |           |              | Basketball Arena, London Játékvezetők: Guerrino Cerebuch (ITA), Szuguro Sóko (JPN), Vitalis Gode (KEN) |
| 2012. augusztus 7. 14:00 (15:00) | Taurasi 15                              | Pont      | Smith 13     | Basketball Arena, London Játékvezetők: Guerrino Cerebuch (ITA), Szuguro Sóko (JPN), Vitalis Gode (KEN) |
| 2012. augusztus 7. 14:00 (15:00) | Moore, Parker 7                         | Lepattanó | Phillips 8   | Basketball Arena, London Játékvezetők: Guerrino Cerebuch (ITA), Szuguro Sóko (JPN), Vitalis Gode (KEN) |
| 2012. augusztus 7. 14:00 (15:00) | Bird 5                                  | Gólpassz  | Phillips 5   | Basketball Arena, London Játékvezetők: Guerrino Cerebuch (ITA), Szuguro Sóko (JPN), Vitalis Gode (KEN) |

| Csapat       | Helyezés |
| ------------ | -------- |
| Kanada (CAN) | 8.       |

## Labdarúgás

### Női
| Kanadai női labdarúgócsapat-játékoskeret | Kanadai női labdarúgócsapat-játékoskeret |
| --- | --- |
| - Melanie Booth - Candace Chapman - Jonelle Filigno - Robyn Gayle - Kaylyn Kyle - Karina LeBlanc - Diana Matheson - Erin McLeod - Carmelina Moscato - Marie-Eve Nault | - Kelly Parker - Sophie Schmidt - Desiree Scott - Lauren Sesselmann - Christine Sinclair - Chelsea Stewart - Melissa Tancredi - Brittany Timko - Rhian Wilkinson - Emily Zurrer |

#### Eredmények
Csoportkör
F csoport
| Csapat                        | M | Gy | D | V | Rg | Kg | Gk | P |
| ----------------------------- | - | -- | - | - | -- | -- | -- | - |
| Svédország (SWE)              | 3 | 1  | 2 | 0 | 6  | 3  | +3 | 5 |
| Japán (JPN)                   | 3 | 1  | 2 | 0 | 2  | 1  | +1 | 5 |
| Kanada (CAN)                  | 3 | 1  | 1 | 1 | 6  | 4  | +2 | 4 |
| Dél-afrikai Köztársaság (RSA) | 3 | 0  | 1 | 2 | 1  | 7  | −6 | 1 |

| 2012. július 25. 17:00 (18:00) |

| Japán (JPN)              | 2–1               | Kanada (CAN) |
| ------------------------ | ----------------- | ------------ |
| Kavaszumi 32' Mijama 43' | (2–0) Jegyzőkönyv | Tancredi 54' |

| Ricoh Arena, Coventry Nézőszám: 14 119 Játékvezető: Kirsi Heikkinen (finn) |

| 2012. július 28. 14:45 (15:45) |

| Kanada (CAN)                 | 3–0               | Dél-afrikai Köztársaság (RSA) |
| ---------------------------- | ----------------- | ----------------------------- |
| Tancredi 7' Sinclair 58' 86' | (1–0) Jegyzőkönyv |                               |

| Ricoh Arena, Coventry Nézőszám: 14 753 Játékvezető: Christina Pedersen (norvég) |

| 2012. július 31. 14:30 (15:30) |

| Kanada (CAN)     | 2–2               | Svédország (SWE)              |
| ---------------- | ----------------- | ----------------------------- |
| Tancredi 43' 84' | (1–2) Jegyzőkönyv | Hammarström 14' Jakobsson 16' |

| St. James’ Park, Newcastle Nézőszám: 12 719 Játékvezető: Hong Una (dél-koreai) |

Negyeddöntő
| 2012. augusztus 3. 19:30 (20:30) |

| Nagy-Britannia (GBR) | 0–2               | Kanada (CAN)             |
| -------------------- | ----------------- | ------------------------ |
|                      | (0–2) Jegyzőkönyv | Filigno 12' Sinclair 26' |

| Ricoh Arena, Coventry Nézőszám: 28 828 Játékvezető: Jamagisi Szacsiko (japán) |

Elődöntő
| 2012. augusztus 6. 19:45 (20:45) |

| Kanada (CAN)         | 3–4 (h. u.)                 | Egyesült Államok (USA)                               |
| -------------------- | --------------------------- | ---------------------------------------------------- |
| Sinclair 22' 67' 73' | (1–0, 3–3, 3–3) Jegyzőkönyv | Rapinoe 54' 70' Wambach 80' (11-esből) Morgan 120+3' |

| Old Trafford, Manchester Nézőszám: 26 630 Játékvezető: Christina Pedersen (norvég) |

Bronzmérkőzés
| 2012. augusztus 9. 13:00 (14:00) |

| Kanada (CAN)   | 1–0               | Franciaország (FRA) |
| -------------- | ----------------- | ------------------- |
| Matheson 90+2' | (0–0) Jegyzőkönyv |                     |

| Ricoh Arena, Coventry Nézőszám: 12 465 Játékvezető: Jenny Palmqvist (svéd) |

| Csapat       | Helyezés |
| ------------ | -------- |
| Kanada (CAN) |          |

## Lovaglás
Díjlovaglás
| Versenyző                                           | Ló                           | Versenyszám | 1. kör   | 1. kör   | 2. kör   | 2. kör   | Döntő     | Döntő    | Végeredmény | Végeredmény |
| Versenyző                                           | Ló                           | Versenyszám | 1. kör   | 1. kör   | 2. kör   | 2. kör   | Technikai | Művészi  | Végeredmény | Végeredmény |
| Versenyző                                           | Ló                           | Versenyszám | Pont     | Hely.    | Pont     | Hely.    | Pont      | Pont     | Pont        | Helyezés    |
| --------------------------------------------------- | ---------------------------- | ----------- | -------- | -------- | -------- | -------- | --------- | -------- | ----------- | ----------- |
| Jacqueline Brooks                                   | D'Niro                       | Egyéni      | 68,526   | 42.      | kiesett  | kiesett  | kiesett   | kiesett  | kiesett     | kiesett     |
| Ashley Nicoll-Holzer                                | Breaking Dawn                | Egyéni      | 71,809   | 20.      | 71,317   | 24.      | kiesett   | kiesett  | kiesett     | kiesett     |
| David Marcus                                        | Capital                      | Egyéni      | kizárták | kizárták | kizárták | kizárták | kizárták  | kizárták | kizárták    | kizárták    |
| Jacqueline Brooks Ashley Nicoll-Holzer David Marcus | D'Niro Breaking Dawn Capital | Csapat      | kizárták | kizárták | kizárták | kizárták | kizárták  | kizárták | kizárták    | kizárták    |

Díjugratás
| Versenyző                                             | Ló                                          | Versenyszám | Selejtező | Selejtező | Selejtező | Selejtező | Selejtező | Selejtező | Selejtező | Selejtező | Döntő    | Döntő    | Döntő    | Végeredmény | Végeredmény |
| Versenyző                                             | Ló                                          | Versenyszám | 1. kör    | 1. kör    | 2. kör    | 2. kör    | 2. kör    | 3. kör    | 3. kör    | 3. kör    | 1. kör   | 1. kör   | 2. kör   | Végeredmény | Végeredmény |
| Versenyző                                             | Ló                                          | Versenyszám | Bünt.     | Hely.     | Bünt.     | Össz.     | Hely.     | Bünt.     | Össz.     | Hely.     | Bünt.    | Hely.    | Bünt.    | Bünt.       | Helyezés    |
| ----------------------------------------------------- | ------------------------------------------- | ----------- | --------- | --------- | --------- | --------- | --------- | --------- | --------- | --------- | -------- | -------- | -------- | ----------- | ----------- |
| Tiffany Foster                                        | Victor                                      | Egyéni      | 8         | 60.       | kizárták  | kizárták  | kizárták  | kizárták  | kizárták  | kizárták  | kizárták | kizárták | kizárták | kizárták    | kizárták    |
| Jill Henselwood                                       | George                                      | Egyéni      | 5         | 53.       | 4         | 9         | 27.       | kiesett   | kiesett   | kiesett   | kiesett  | kiesett  | kiesett  | kiesett     | kiesett     |
| Eric Lamaze                                           | Derly Chin de Muze                          | Egyéni      | 0         | 1.        | 1         | 1         | 13.       | 8         | 9         | 22.       | 12       | 29.      | kiesett  | 12          | 29.         |
| Ian Millar                                            | Star Power                                  | Egyéni      | 4         | 42.       | 0         | 4         | 17.       | 4         | 8         | 11.       | 4        | 11.      | 4        | 8           | 9.          |
| Tiffany Foster Jill Henselwood Eric Lamaze Ian Millar | Victor George Derly Chin de Muze Star Power | Csapat      | 9         | 13.       |           |           |           |           |           |           | 5        | 6.       | 21       | 26          | 5.          |

Lovastusa
| Versenyző                                                                      | Ló                                                            | Versenyszám | Díjlovaglás | Díjlovaglás | Tereplovaglás | Tereplovaglás | Tereplovaglás | Díjugratás   | Díjugratás   | Díjugratás   | Díjugratás | Végeredmény | Végeredmény |
| Versenyző                                                                      | Ló                                                            | Versenyszám | Díjlovaglás | Díjlovaglás | Tereplovaglás | Tereplovaglás | Tereplovaglás | Selejtező    | Selejtező    | Selejtező    | Döntő      | Végeredmény | Végeredmény |
| Versenyző                                                                      | Ló                                                            | Versenyszám | Bünt.       | Hely.       | Bünt.         | Bünt. össz.   | Hely.         | Bünt.        | Bünt. össz.  | Hely.        | Bünt.      | Bünt.       | Helyezés    |
| ------------------------------------------------------------------------------ | ------------------------------------------------------------- | ----------- | ----------- | ----------- | ------------- | ------------- | ------------- | ------------ | ------------ | ------------ | ---------- | ----------- | ----------- |
| Peter Barry                                                                    | Kilrodan Abbott                                               | Egyéni      | 61,7        | 67.         | visszalépett  | visszalépett  | visszalépett  | kiesett      | kiesett      | kiesett      | kiesett    | kiesett     | kiesett     |
| Hawley Bennett-Awad                                                            | Gin & Juice                                                   | Egyéni      | 48,7        | 31.         | visszalépett  | visszalépett  | visszalépett  | kiesett      | kiesett      | kiesett      | kiesett    | kiesett     | kiesett     |
| Rebecca Howard                                                                 | Riddle Master                                                 | Egyéni      | 50,6        | 34.         | visszalépett  | visszalépett  | visszalépett  | kiesett      | kiesett      | kiesett      | kiesett    | kiesett     | kiesett     |
| Michele Mueller                                                                | Amistad                                                       | Egyéni      | 57,0        | 56.         | 63,2          | 120,2         | 58.           | visszalépett | visszalépett | visszalépett | kiesett    | kiesett     | kiesett     |
| Jessica Phoenix                                                                | Exponential                                                   | Egyéni      | 54,8        | 50.         | 2,4           | 57,2          | 28.           | 14,0         | 71,2         | 29.          | 8,0        | 79,2        | 22.         |
| Peter Barry Hawley Bennett-Awad Rebecca Howard Michele Mueller Jessica Phoenix | Kilrodan Abbott Gin & Juice Riddle Master Amistad Exponential | Csapat      | 154,1       | 11.         | 1023,3        | 1177,4        | 12.           |              |              |              | 893,8      | 2071,2      | 13.         |

## Műugrás
Férfi
| Versenyző                      | Versenyszám        | Selejtező | Selejtező | Elődöntő | Elődöntő | Döntő   | Döntő    |
| Versenyző                      | Versenyszám        | Pont      | Helyezés  | Pont     | Helyezés | Pont    | Helyezés |
| ------------------------------ | ------------------ | --------- | --------- | -------- | -------- | ------- | -------- |
| Alexandre Despatie             | Egyéni műugrás     | 458,55    | 9.        | 472,80   | 8.       | 413,35  | 11.      |
| Francois Imbeau-Dulac          | Egyéni műugrás     | 449,30    | 12.       | 440,20   | 13.      | kiesett | kiesett  |
| Riley McCormick                | Egyéni toronyugrás | 452,75    | 11.       | 495,60   | 12.      | 493,35  | 11.      |
| Eric Sehn                      | Egyéni toronyugrás | 363,90    | 29.       | kiesett  | kiesett  | kiesett | kiesett  |
| Alexandre Despatie Reuben Ross | Szinkron műugrás   |           |           |          |          | 421,83  | 6.       |

Női
| Versenyző                        | Versenyszám          | Selejtező | Selejtező | Elődöntő | Elődöntő | Döntő  | Döntő    |
| Versenyző                        | Versenyszám          | Pont      | Helyezés  | Pont     | Helyezés | Pont   | Helyezés |
| -------------------------------- | -------------------- | --------- | --------- | -------- | -------- | ------ | -------- |
| Jennifer Abel                    | Egyéni műugrás       | 344,15    | 4.        | 353,25   | 4.       | 343,00 | 6.       |
| Émilie Heymans                   | Egyéni műugrás       | 337,20    | 6.        | 331,35   | 8.       | 295,20 | 12.      |
| Meaghan Benfeito                 | Egyéni toronyugrás   | 325,50    | 10.       | 359,90   | 2.       | 345,15 | 11.      |
| Roseline Filion                  | Egyéni toronyugrás   | 314,85    | 17.       | 329,60   | 8.       | 349,10 | 10.      |
| Jennifer Abel Émilie Heymans     | Szinkron műugrás     |           |           |          |          | 316,80 |          |
| Meaghan Benfeito Roseline Filion | Szinkron toronyugrás |           |           |          |          | 337,62 |          |

## Ökölvívás
Férfi
| Versenyző      | Versenyszám     | Selejtező                 | Nyolcaddöntő                  | Negyeddöntő               | Elődöntő          | Döntő             | Helyezés |
| Versenyző      | Versenyszám     | Ellenfél Eredmény         | Ellenfél Eredmény             | Ellenfél Eredmény         | Ellenfél Eredmény | Ellenfél Eredmény | Helyezés |
| -------------- | --------------- | ------------------------- | ----------------------------- | ------------------------- | ----------------- | ----------------- | -------- |
| Custio Clayton | Váltósúly       | Oscar Molina (MEX) · 12-8 | Cameron Hammond (AUS) · 14-11 | Fred Evans (GBR) · 14-14+ | kiesett           | kiesett           | 5.       |
| Simon Kean     | Szupernehézsúly |                           | Tony Yoka (FRA) · 16+-16      | Ivan Dicsko (KAZ) · 6-20  | kiesett           | kiesett           | 5.       |

Női
| Versenyző    | Versenyszám | Selejtező         | Negyeddöntő            | Elődöntő          | Döntő             | Helyezés |
| Versenyző    | Versenyszám | Ellenfél Eredmény | Ellenfél Eredmény      | Ellenfél Eredmény | Ellenfél Eredmény | Helyezés |
| ------------ | ----------- | ----------------- | ---------------------- | ----------------- | ----------------- | -------- |
| Mary Spencer | Középsúly   | erőnyerő          | Li Jinzi (CHN) · 14–17 | kiesett           | kiesett           | 5.       |

## Öttusa
| Versenyző      | Versenyszám | Vívás    | Vívás | Vívás | Úszás   | Úszás | Úszás | Lovaglás | Lovaglás | Lovaglás | Lovaglás | Futás/Lövészet | Futás/Lövészet | Futás/Lövészet | Futás/Lövészet | Összesen    | Összesen |
| Versenyző      | Versenyszám | Eredmény | Pont  | Hely. | Idő     | Pont  | Hely. | Idő      | Hibapont | Pont     | Hely.    | Lövőhiba       | Idő            | Pont           | Hely.          | Összes pont | Helyezés |
| -------------- | ----------- | -------- | ----- | ----- | ------- | ----- | ----- | -------- | -------- | -------- | -------- | -------------- | -------------- | -------------- | -------------- | ----------- | -------- |
| Melanie McCann | Női         | 19-16    | 856   | 11.** | 2:21,56 | 1104  | 25.   | 72,20    | 20       | 1180     | 4.       | 4              | 12:50,23       | 2040           | 17.            | 5180        | 11.      |
| Donna Vakalis  | Női         | 17-18    | 808   | 19.*  | 2:22,19 | 1096  | 26.   | 104,64   | 356      | 844      | 32.      | 5              | 12:10,03       | 2080           | 11.            | 4828        | 29.      |

* - két másik versenyzővel azonos eredményt ért el

** - négy másik versenyzővel azonos eredményt ért el

## Röplabda

### Strandröplabda

#### Férfi
| Versenyző                   | Csoportkör | Csoportkör | 16 közé jutásért                                                | Nyolcaddöntő      | Negyeddöntő       | Elődöntő          | Döntő             | Helyezés |
| Versenyző                   | Ellenfél Eredmény | Hely.      | Ellenfél Eredmény                                               | Ellenfél Eredmény | Ellenfél Eredmény | Ellenfél Eredmény | Ellenfél Eredmény | Helyezés |
| --------------------------- | --- | ---------- | --------------------------------------------------------------- | ----------------- | ----------------- | ----------------- | ----------------- | -------- |
| Josh Binstock Martin Reader | F csoport · Nagy-Britannia (GBR) · John Garcia Thompson · Steve Grotowski · 21-19, 21-13 · Norvégia (NOR) · Tarjei Skarlund · Martin Spinnangr · 14-21, 18-21 · Brazília (BRA) · Pedro Cunha · Ricardo Santos · 18-21, 22-24 | 3.         | Olaszország (ITA) · Daniele Lupo · Paolo Nicolai · 16-21, 20-22 | kiesett           | kiesett           | kiesett           | kiesett           | 17.      |

#### Női
| Versenyző                         | Csoportkör | Csoportkör | 16 közé jutásért  | Nyolcaddöntő      | Negyeddöntő       | Elődöntő          | Döntő             | Helyezés |
| Versenyző                         | Ellenfél Eredmény | Hely.      | Ellenfél Eredmény | Ellenfél Eredmény | Ellenfél Eredmény | Ellenfél Eredmény | Ellenfél Eredmény | Helyezés |
| --------------------------------- | --- | ---------- | ----------------- | ----------------- | ----------------- | ----------------- | ----------------- | -------- |
| Marie-Andrée Lessard Annie Martin | F csoport · Nagy-Britannia (GBR) · Zara Dampney · Shauna Mullin · 21-17, 14-21, 13-15 · Oroszország (RUS) · Jekatyerina Homjakova · Jevgenyija Ukolova · 18-21, 30-28, 13-15 · Olaszország (ITA) · Greta Cicolari · Marta Menegatti · 12-21, 25-23, 10-15 | 4.         | kiesett           | kiesett           | kiesett           | kiesett           | kiesett           | 19.      |

## Sportlövészet
Férfi
| Versenyző   | Versenyszám       | Selejtező | Selejtező | Döntő   | Döntő    |
| Versenyző   | Versenyszám       | Pont      | Helyezés  | Pont    | Helyezés |
| ----------- | ----------------- | --------- | --------- | ------- | -------- |
| Cory Niefer | Légpuska          | 581       | 46.       | kiesett | kiesett  |
| Cory Niefer | Sportpuska, fekvő | 589       | 38.       | kiesett | kiesett  |

Női
| Versenyző      | Versenyszám | Selejtező | Selejtező | Döntő   | Döntő    |
| Versenyző      | Versenyszám | Pont      | Helyezés  | Pont    | Helyezés |
| -------------- | ----------- | --------- | --------- | ------- | -------- |
| Dorothy Ludwig | Légpisztoly | 376       | 34.       | kiesett | kiesett  |

## Súlyemelés
Női
| Versenyző                   | Versenyszám | Szakítás | Szakítás | Lökés    | Lökés    | Összesen | Helyezés |
| Versenyző                   | Versenyszám | Eredmény | Helyezés | Eredmény | Helyezés | Összesen | Helyezés |
| --------------------------- | ----------- | -------- | -------- | -------- | -------- | -------- | -------- |
| Annie Moniqui               | 58 kg       | 85       | 16.      | 105      | 16.      | 190      | 16.      |
| Christine Girard            | 63 kg       | 103      | 4.       | 133      | 2.       | 236      |          |
| Marie-Ève Beauchemin-Nadeau | 69 kg       | 104      | 10.      | 135      | 6.       | 239      | 8.       |

## Szinkronúszás
| Versenyző | Versenyszám | Technikai gyakorlat | Technikai gyakorlat | Selejtező        | Selejtező        | Selejtező  | Selejtező  | Döntő            | Döntő            | Döntő      | Döntő      | Helyezés |
| Versenyző | Versenyszám | Technikai gyakorlat | Technikai gyakorlat | Szabad gyakorlat | Szabad gyakorlat | Összesítés | Összesítés | Szabad gyakorlat | Szabad gyakorlat | Összesítés | Összesítés | Helyezés |
| Versenyző | Versenyszám | Pont                | Hely.               | Pont             | Hely.            | Pont       | Hely.      | Pont             | Hely.            | Pont       | Hely.      | Helyezés |
| --- | ----------- | ------------------- | ------------------- | ---------------- | ---------------- | ---------- | ---------- | ---------------- | ---------------- | ---------- | ---------- | -------- |
| Marie-Pierre Boudreau-Gagnon Élise Marcotte | Páros       | 94,500              | 4.                  | 94,750           | 4.               | 189,250    | 4.         | 94,620           | 4.               | 189,120    | 4.         | 4.       |
| Marie-Pierre Boudreau-Gagnon Stéphanie Durocher Jo-Annie Fortin Chloé Isaac Stéphanie Leclair Tracy Little Élise Marcotte Valerie Welsh Karine Thomas | Csapat      | 94,400              | 4.                  |                  |                  |            |            | 95,230           | 4.               | 189,630    | 4.         | 4.       |

## Taekwondo
Férfi
| Versenyző                 | Versenyszám | Nyolcaddöntő               | Negyeddöntő                    | Elődöntő          | Vigaszág elődöntő | Bronz- mérkőzés   | Döntő             | Helyezés |
| Versenyző                 | Versenyszám | Ellenfél Eredmény          | Ellenfél Eredmény              | Ellenfél Eredmény | Ellenfél Eredmény | Ellenfél Eredmény | Ellenfél Eredmény | Helyezés |
| ------------------------- | ----------- | -------------------------- | ------------------------------ | ----------------- | ----------------- | ----------------- | ----------------- | -------- |
| Sébastien Michaud         | Váltósúly   | Arman Jeremjan (ARM) · 4–8 | kiesett                        | kiesett           |                   |                   |                   | 11.      |
| François Coulombe-Fortier | Nehézsúly   | Gadzsi Umarov (RUS) · 7-3  | Daba Modibo Keita (MLI) · 6-11 | kiesett           |                   |                   |                   | 9.       |

Női
| Versenyző       | Versenyszám | Nyolcaddöntő               | Negyeddöntő              | Elődöntő          | Vigaszág elődöntő | Bronz- mérkőzés   | Döntő             | Helyezés |
| Versenyző       | Versenyszám | Ellenfél Eredmény          | Ellenfél Eredmény        | Ellenfél Eredmény | Ellenfél Eredmény | Ellenfél Eredmény | Ellenfél Eredmény | Helyezés |
| --------------- | ----------- | -------------------------- | ------------------------ | ----------------- | ----------------- | ----------------- | ----------------- | -------- |
| Karine Sergerie | Váltósúly   | Fəridə Əzizova (AZE) · 1-0 | Franka Anić (SLO) · 5-10 | kiesett           |                   |                   |                   | 9.       |

## Tenisz
Férfi
| Versenyző                    | Versenyszám | 64-es főtábla                 | 32-es főtábla                                               | Nyolcaddöntő                                                            | Negyeddöntő       | Elődöntő          | Bronz- mérkőzés   | Döntő             | Helyezés |
| Versenyző                    | Versenyszám | Ellenfél Eredmény             | Ellenfél Eredmény                                           | Ellenfél Eredmény                                                       | Ellenfél Eredmény | Ellenfél Eredmény | Ellenfél Eredmény | Ellenfél Eredmény | Helyezés |
| ---------------------------- | ----------- | ----------------------------- | ----------------------------------------------------------- | ----------------------------------------------------------------------- | ----------------- | ----------------- | ----------------- | ----------------- | -------- |
| Vasek Pospisil               | Egyes       | David Ferrer (ESP) · 4–6, 4–6 | kiesett                                                     | kiesett                                                                 | kiesett           | kiesett           | kiesett           | kiesett           | 33.      |
| Miloš Raonić                 | Egyes       | Itó Tacuma (JPN) · 6-3, 6-4   | Jo-Wilfried Tsonga (FRA) · 3-6, 6-3, 23–25                  | kiesett                                                                 | kiesett           | kiesett           | kiesett           | kiesett           | 17.      |
| Daniel Nestor Vasek Pospisil | Páros       |                               | Románia (ROU) · Horia Tecău · Adrian Ungur · 6-3, 7-6(11–9) | Szerbia (SRB) · Janko Tipsarević · Nenad Zimonjić · 4–6, 7-6(7–5), 9-11 | kiesett           | kiesett           | kiesett           | kiesett           | 9.       |

Női
| Versenyző                           | Versenyszám | 64-es főtábla                    | 32-es főtábla                                                          | Nyolcaddöntő      | Negyeddöntő       | Elődöntő          | Bronz- mérkőzés   | Döntő             | Helyezés |
| Versenyző                           | Versenyszám | Ellenfél Eredmény                | Ellenfél Eredmény                                                      | Ellenfél Eredmény | Ellenfél Eredmény | Ellenfél Eredmény | Ellenfél Eredmény | Ellenfél Eredmény | Helyezés |
| ----------------------------------- | ----------- | -------------------------------- | ---------------------------------------------------------------------- | ----------------- | ----------------- | ----------------- | ----------------- | ----------------- | -------- |
| Aleksandra Wozniak                  | Egyes       | Marina Eraković (NZL) · 6-2, 6-1 | Venus Williams (USA) · 1-6, 3-6                                        | kiesett           | kiesett           | kiesett           | kiesett           | kiesett           | 17.      |
| Stéphanie Dubois Aleksandra Wozniak | Páros       |                                  | Kazahsztán (KAZ) · Jaroszlava Svedova · Galina Voszkobojeva · 2-6, 0-6 | kiesett           | kiesett           | kiesett           | kiesett           | kiesett           | 17.      |

## Tollaslabda
| Versenyző                   | Versenyszám  | Csoportkör | Csoportkör | Nyolcaddöntő      | Negyeddöntő                                                         | Elődöntő                                                           | Bronz- mérkőzés                                                       | Döntő             | Helyezés |
| Versenyző                   | Versenyszám  | Ellenfél Eredmény | Hely.      | Ellenfél Eredmény | Ellenfél Eredmény                                                   | Ellenfél Eredmény                                                  | Ellenfél Eredmény                                                     | Ellenfél Eredmény | Helyezés |
| --------------------------- | ------------ | --- | ---------- | ----------------- | ------------------------------------------------------------------- | ------------------------------------------------------------------ | --------------------------------------------------------------------- | ----------------- | -------- |
| Michelle Li                 | Női egyes    | A csoport · Wang Yihan (CHN) · 8-21, 16-21 | 2.         | kiesett           | kiesett                                                             | kiesett                                                            | kiesett                                                               | kiesett           | 17.      |
| Alexandra Bruce Michelle Li | Női páros    | A csoport · Kína (CHN) · Jü Jang · Wang Xiaoli · 21-0, 21-0 · Dél-Korea (KOR) · Csong Gjongun · Kim Hana · 21-0, 21-0 · Oroszország (RUS) · Valerija Szorokina · Nyina Viszlova · 8-21, 11-21                                          | 2.         |                   | Ausztrália (AUS) · Leanne Choo · Renuga Veeran · 21-9, 18-21, 21-18 | Japán (JPN) · Fudzsii Mizuki · Kakiiva Reika · 12-21, 21-19, 13-21 | Oroszország (RUS) · Valerija Szorokina · Nyina Viszlova · 9-21, 10-21 |                   | 4.       |
| Toby Ng Grace Gao           | Vegyes páros | B csoport · Dánia (DEN) · Joachim Fischer Nielsen · Christinna Pedersen · 12–21, 11–21 · Japán (JPN) · Ikeda Sintaró · Siota Reiko · 10-21, 21-11, 15-21 · Lengyelország (POL) · Robert Mateusiak · Nadieżda Kostiuczyk · 13-21, 16-21 | 4.         |                   | kiesett                                                             | kiesett                                                            | kiesett                                                               | kiesett           | 13.      |

## Torna
Férfi
| Versenyző     | Versenyszám | Selejtező | Selejtező | Döntő    | Döntő    |
| Versenyző     | Versenyszám | Pontszám  | Helyezés  | Pontszám | Helyezés |
| ------------- | ----------- | --------- | --------- | -------- | -------- |
| Nathan Gafuik | Nyújtó      | 13,866    | 46.       | kiesett  | kiesett  |

Női
| Versenyző                                                                     | Versenyszám      | Selejtező | Selejtező | Döntő    | Döntő    |
| Versenyző                                                                     | Versenyszám      | Pontszám  | Helyezés  | Pontszám | Helyezés |
| ----------------------------------------------------------------------------- | ---------------- | --------- | --------- | -------- | -------- |
| Elsabeth Black                                                                | Talaj            | 14,233    | 15.       | kiesett  | kiesett  |
| Elsabeth Black                                                                | Ugrás            | 14,366    | 8.        | 0,000    | 8.       |
| Elsabeth Black                                                                | Gerenda          | 13,966    | 26.       | kiesett  | kiesett  |
| Victoria Moors                                                                | Talaj            | 14,100    | 20.       | kiesett  | kiesett  |
| Victoria Moors                                                                | Felemás korlát   | 13,833    | 33.       | kiesett  | kiesett  |
| Victoria Moors                                                                | Gerenda          | 11,266    | 79.       | kiesett  | kiesett  |
| Dominique Pegg                                                                | Talaj            | 14,233    | 14.       | kiesett  | kiesett  |
| Dominique Pegg                                                                | Felemás korlát   | 13,725    | 35.       | kiesett  | kiesett  |
| Dominique Pegg                                                                | Gerenda          | 13,566    | 34.       | kiesett  | kiesett  |
| Dominique Pegg                                                                | Egyéni összetett | 55,657    | 18.       | 55,565   | 17.      |
| Brittany Rogers                                                               | Ugrás            | 14,483    | 7.        | 14,483   | 7.       |
| Brittany Rogers                                                               | Felemás korlát   | 14,500    | 16.       | kiesett  | kiesett  |
| Kristina Vaculik                                                              | Talaj            | 13,800    | 30.       | kiesett  | kiesett  |
| Kristina Vaculik                                                              | Ugrás            | 13,800    | 11.       | kiesett  | kiesett  |
| Kristina Vaculik                                                              | Felemás korlát   | 14,366    | 18.       | kiesett  | kiesett  |
| Kristina Vaculik                                                              | Gerenda          | 11,300    | 78.       | kiesett  | kiesett  |
| Kristina Vaculik                                                              | Egyéni összetett | 53,566    | 32.       | kiesett  | kiesett  |
| Elsabeth Black Victoria Moors Dominique Pegg Brittany Rogers Kristina Vaculik | Csapat összetett | 167,696   | 8.        | 170,804  | 5.       |

### Ritmikus gimnasztika
| Versenyző                                                                                        | Versenyszám | Selejtező | Selejtező | Selejtező            | Selejtező            | Selejtező | Selejtező | Döntő   | Döntő   | Döntő                | Döntő                | Döntő    | Döntő    | Helyezés |
| Versenyző                                                                                        | Versenyszám | 5 labda   | 5 labda   | 3 szalag és 2 karika | 3 szalag és 2 karika | Összesen  | Összesen  | 5 labda | 5 labda | 3 szalag és 2 karika | 3 szalag és 2 karika | Összesen | Összesen | Helyezés |
| Versenyző                                                                                        | Versenyszám | Pont      | Hely.     | Pont                 | Hely.                | Pont      | Hely.     | Pont    | Hely.   | Pont                 | Hely.                | Pont     | Hely.    | Helyezés |
| ------------------------------------------------------------------------------------------------ | ----------- | --------- | --------- | -------------------- | -------------------- | --------- | --------- | ------- | ------- | -------------------- | -------------------- | -------- | -------- | -------- |
| Katrina Cameron Rose Cossar Alexandra Landry Anastasiya Muntyanu Anjelika Reznik Kelsey Titmarsh | Csapat      | 24,050    | 12.       | 23,975               | 11.                  | 48,025    | 11.       | kiesett | kiesett | kiesett              | kiesett              | kiesett  | kiesett  | 11.      |

### Trambulin
| Versenyző           | Versenyszám | Selejtező | Selejtező | Döntő    | Döntő    |
| Versenyző           | Versenyszám | Pontszám  | Helyezés  | Pontszám | Helyezés |
| ------------------- | ----------- | --------- | --------- | -------- | -------- |
| Jason Burnett       | Férfi       | 109,065   | 6.        | 6,715    | 8.       |
| Karen Cockburn      | Női         | 103,945   | 5.        | 55,860   | 4.       |
| Rosannagh MacLennan | Női         | 104,450   | 4.        | 57,305   |          |

## Triatlon
| Versenyző       | Versenyszám | 1,5 km úszás | Depózás 1 | 40 km kerékpározás | Depózás 2 | 10 km futás | Összesítés | Összesítés |
| Versenyző       | Versenyszám | Idő          | Idő       | Idő                | Idő       | Idő         | Idő        | Helyezés   |
| --------------- | ----------- | ------------ | --------- | ------------------ | --------- | ----------- | ---------- | ---------- |
| Kyle Jones      | Férfi       | 18:31        | 0:38      | 59:17              | 0:29      | 31:03       | 1:49:58    | 25.        |
| Brent McMahon   | Férfi       | 18:04        | 0:40      | 59:40              | 0:30      | 31:09       | 1:50:03    | 27.        |
| Simon Whitfield | Férfi       | 17:23        | 0:44      | nem ért célba      | kiesett   | kiesett     | kiesett    | kiesett    |
| Paula Findlay   | Női         | 19:52        | 0:42      | 1:10:42            | 0:37      | 40:16       | 2:12:09    | 52.        |
| Kathy Tremblay  | Női         | 19:50        | 0:50      | nem ért célba      | kiesett   | kiesett     | kiesett    | kiesett    |

## Úszás
Férfi
| Versenyző                                                   | Versenyszám            | Előfutam | Előfutam | Előfutam | Elődöntő | Elődöntő | Elődöntő | Döntő     | Döntő    |
| Versenyző                                                   | Versenyszám            | Idő      | Hely.    | Össz.    | Idő      | Hely.    | Össz.    | Idő       | Helyezés |
| ----------------------------------------------------------- | ---------------------- | -------- | -------- | -------- | -------- | -------- | -------- | --------- | -------- |
| Brent Hayden                                                | 50 m gyors             | 22,15    | 6.       | 13.      | 22,12    | 7.       | 14.*     | kiesett   | kiesett  |
| Brent Hayden                                                | 100 m gyors            | 48,53    | 3.       | 5.       | 48,21    | 4.       | 6.       | 47,80     |          |
| Blake Worsley                                               | 200 m gyors            | 1:48,14  | 1.       | 17.      | kiesett  | kiesett  | kiesett  | kiesett   | kiesett  |
| Ryan Cochrane                                               | 400 m gyors            | 3:47,26  | 1.       | 9.       |          |          |          | kiesett   | kiesett  |
| Ryan Cochrane                                               | 1500 m gyors           | 14:49,31 | 1.       | 3.       |          |          |          | 14:39,63  |          |
| Charles Francis                                             | 100 m hát              | 54,08    | 5.       | 13.      | 54,42    | 7.       | 15.      | kiesett   | kiesett  |
| Tobias Oriwol                                               | 200 m hát              | 1:58,06  | 4.       | 11.      | 1:58,74  | 7.       | 14.      | kiesett   | kiesett  |
| Scott Dickens                                               | 100 m mell             | 59,85    | 2.       | 7.       | 1:00,16  | 8.       | 16.      | kiesett   | kiesett  |
| Scott Dickens                                               | 200 m mell             | 2:10,95  | 1.       | 13.      | 2:11,71  | 8.       | 16.      | kiesett   | kiesett  |
| Joe Bartoch                                                 | 100 m pillangó         | 53,09    | 6.       | 27.      | kiesett  | kiesett  | kiesett  | kiesett   | kiesett  |
| David Sharpe                                                | 200 m pillangó         | 1:59,87  | 7.       | 31.      | kiesett  | kiesett  | kiesett  | kiesett   | kiesett  |
| Andrew Ford                                                 | 200 m vegyes           | 2:00,28  | 1.       | 16.      | 2:01,58  | 7.       | 15.      | kiesett   | kiesett  |
| Alec Page                                                   | 400 m vegyes           | 4:19,17  | 8.       | 23.      |          |          |          | kiesett   | kiesett  |
| Richard Weinberger                                          | 10 km nyílt vízi       |          |          |          |          |          |          | 1:50:00,3 |          |
| Brent Hayden Colin Russell Richard Hortness Thomas Gossland | 4 × 100 m gyorsváltó   | 3:16,42  | 5.       | 10.      |          |          |          | kiesett   | kiesett  |
| Blake Worsley Colin Russell Tobias Oriwol Alec Page         | 4 × 200 m gyorsváltó   | 7:15,22  | 7.       | 14.      |          |          |          | kiesett   | kiesett  |
| Charles Francis Scott Dickens Joe Bartoch Brent Hayden      | 4 × 100 m vegyes váltó | 3:34,46  | 4.       | 8.       |          |          |          | 3:34,19   | 8.       |

Női
| Versenyző                                                          | Versenyszám            | Előfutam | Előfutam | Előfutam | Elődöntő | Elődöntő | Elődöntő | Döntő     | Döntő    |
| Versenyző                                                          | Versenyszám            | Idő      | Hely.    | Össz.    | Idő      | Hely.    | Össz.    | Idő       | Helyezés |
| ------------------------------------------------------------------ | ---------------------- | -------- | -------- | -------- | -------- | -------- | -------- | --------- | -------- |
| Victoria Poon                                                      | 50 m gyors             | 25,15    | 5.       | 14.      | 25,17    | 8.       | 15.      | kiesett   | kiesett  |
| Julia Wilkinson                                                    | 100 m gyors            | 54,16    | 3.       | 9.       | 54,25    | 7.       | 13.      | kiesett   | kiesett  |
| Julia Wilkinson                                                    | 100 m hát              | 59,94    | 2.       | 7.       | 59,91    | 5.       | 9.       | kiesett   | kiesett  |
| Sinead Russell                                                     | 100 m hát              | 1:00,10  | 5.       | 13.      | 1:00,57  | 8.       | 16.      | kiesett   | kiesett  |
| Sinead Russell                                                     | 200 m hát              | 2:09,04  | 3.       | 7.       | 2:08,76  | 3.       | 8.       | 2:09,86   | 8.       |
| Hilary Caldwell                                                    | 200 m hát              | 2:10,75  | 7.       | 18.      | kiesett  | kiesett  | kiesett  | kiesett   | kiesett  |
| Samantha Cheverton                                                 | 200 m gyors            | 1:58,11  | 5.       | 9.       | 1:57,98  | 6.       | 11.      | kiesett   | kiesett  |
| Barbara Jardin                                                     | 200 m gyors            | 1:57,92  | 4.       | 6.       | 1:57,91  | 5.       | 10.      | kiesett   | kiesett  |
| Brittany MacLean                                                   | 400 m gyors            | 4:05,06  | 2.       | .        |          |          |          | 4:06,24   | 7.       |
| Savannah King                                                      | 400 m gyors            | 4:10,93  | 7.       | 18.      |          |          |          | kiesett   | kiesett  |
| Savannah King                                                      | 800 m gyors            | 8:29,72  | 5.       | 15.      |          |          |          | kiesett   | kiesett  |
| Alexa Komarnycky                                                   | 800 m gyors            | 8:28,11  | 3.       | 11.      |          |          |          | kiesett   | kiesett  |
| Jillian Tyler                                                      | 100 m mell             | 1:07,81  | 6.       | 15.      | 1:07,87  | 7.       | 14.      | kiesett   | kiesett  |
| Tera van Beilen                                                    | 100 m mell             | 1:07,85  | 4.       | 16.      | 1:07,48  | 4.*      | 9.**     | kiesett   | kiesett  |
| Tera van Beilen                                                    | 200 m mell             | 2:27,70  | 7.       | 21.      | kiesett  | kiesett  | kiesett  | kiesett   | kiesett  |
| Martha McCabe                                                      | 200 m mell             | 2:26,39  | 3.       | 13.      | 2:24,09  | 4.       | 7.       | 2:23,16   | 5.       |
| Katerine Savard                                                    | 100 m pillangó         | 58,76    | 6.       | 17.***   | 59,22    | 8.       | 16.      | kiesett   | kiesett  |
| Katerine Savard                                                    | 200 m pillangó         | 2:11,05  | 7.       | 19.      | kiesett  | kiesett  | kiesett  | kiesett   | kiesett  |
| Audrey Lacroix                                                     | 200 m pillangó         | 2:09,25  | 6.       | 15.      | 2:08,00  | 7.       | 12.      | kiesett   | kiesett  |
| Erica Morningstar                                                  | 200 m vegyes           | 2:14,32  | 8.       | 17.      | kiesett  | kiesett  | kiesett  | kiesett   | kiesett  |
| Stephanie Horner                                                   | 400 m vegyes           | 4:45,49  | 2.       | 21.      |          |          |          | kiesett   | kiesett  |
| Balázs Zsófia                                                      | 10 km nyílt vízi       |          |          |          |          |          |          | 2:01:17,8 | 18.      |
| Victoria Poon Julia Wilkinson Samantha Cheverton Heather Maclean   | 4 × 100 m gyorsváltó   | 3:39,60  | 5.       | 11.      |          |          |          | kiesett   | kiesett  |
| Barbara Jardin Samantha Cheverton Amanda Reason Brittany Maclean   | 4 × 200 m gyorsváltó   | 7:50,84  | 2.       | 3.       |          |          |          | 7:50,65   | 4.       |
| Julia Wilkinson Tera van Beilen Katerine Savard Samantha Cheverton | 4 × 100 m vegyes váltó | 4:02,71  | 6.       | 12.      |          |          |          | kiesett   | kiesett  |

* - egy másik versenyzővel azonos időt ért el

** - egy másik versenyzővel azonos eredményt ért el, szétúszás után 1:07,73-as idővel kiesett

*** - az holland Inge Dekker visszalépése miatt indulhatott az elődöntőben

## Vitorlázás
Férfi
| Versenyző                  | Versenyszám        | Futam | Futam | Futam | Futam | Futam | Futam | Futam | Futam | Futam | Futam | Futam | Futam | Futam | Futam | Futam  | Futam   | Pontszám | Helyezés |
| Versenyző                  | Versenyszám        | 1     | 2     | 3     | 4     | 5     | 6     | 7     | 8     | 9     | 10    | 11    | 12    | 13    | 14    | 15     | É       | Pontszám | Helyezés |
| -------------------------- | ------------------ | ----- | ----- | ----- | ----- | ----- | ----- | ----- | ----- | ----- | ----- | ----- | ----- | ----- | ----- | ------ | ------- | -------- | -------- |
| Zac Plavsic                | Szörfvitorlázás    | 6     | 12    | 12    | 6     | 4     | 17    | 9     | 7     | 7     | (29)  |       |       |       |       |        | 20      | 100      | 8.       |
| David Wright               | Laser              | 18    | 15    | 9     | 31    | 14    | 24    | (41)  | 6     | 29    | 38    |       |       |       |       |        | kiesett | 184      | 23.      |
| Gregory Douglas            | Finn dingi         | 16    | (23)  | 16    | 13    | 12    | 18    | 13    | 17    | 20    | 12    |       |       |       |       |        | kiesett | 137      | 15.      |
| Mike Leigh Luke Ramsay     | 470-es osztály     | 24    | 20    | 21    | 21    | 19    | 19    | 16    | 20    | (26)  | 19    |       |       |       |       |        | kiesett | 179      | 25.      |
| Richard Clarke Tyler Bjorn | Csillaghajó        | 16    | 10    | 6     | 8     | 10    | (17*) | 13    | 12    | 5     | 13    |       |       |       |       |        | kiesett | 93       | 12.      |
| Hunter Lowden Gordon Cook  | Könnyű 49-es dingi | 3     | 16    | 5     | 17    | 9     | 17    | 16    | 8     | 11    | 16    | 7     | 8     | 20    | 9     | (21**) | kiesett | 162      | 16.      |

Női
| Versenyző     | Versenyszám     | Futam | Futam | Futam | Futam | Futam | Futam | Futam | Futam | Futam | Futam | Futam   | Pontszám | Helyezés |
| Versenyző     | Versenyszám     | 1     | 2     | 3     | 4     | 5     | 6     | 7     | 8     | 9     | 10    | É       | Pontszám | Helyezés |
| ------------- | --------------- | ----- | ----- | ----- | ----- | ----- | ----- | ----- | ----- | ----- | ----- | ------- | -------- | -------- |
| Nikola Girke  | Szörfvitorlázás | 6     | 14    | 10    | 6     | 8     | 10    | 13    | 4     | 19    | 18    | (20)    | 109      | 10.      |
| Danielle Dube | Laser radial    | 22    | 21    | 20    | (33)  | 31    | 32    | 25    | 17    | 24    | 28    | kiesett | 220      | 27.      |

* - korai rajt miatt kizárták

** - nem ért célba

## Vívás
Férfi
| Versenyző               | Versenyszám  | Selejtező         | 32-es főtábla                    | Nyolcaddöntő      | Negyeddöntő       | Elődöntő          | Bronz- mérkőzés   | Döntő             | Helyezés |
| Versenyző               | Versenyszám  | Ellenfél Eredmény | Ellenfél Eredmény                | Ellenfél Eredmény | Ellenfél Eredmény | Ellenfél Eredmény | Ellenfél Eredmény | Ellenfél Eredmény | Helyezés |
| ----------------------- | ------------ | ----------------- | -------------------------------- | ----------------- | ----------------- | ----------------- | ----------------- | ----------------- | -------- |
| Etienne Lalonde Turbide | Tőr, egyéni  | erőnyerő          | Alexander Massialas (USA) · 6-15 | kiesett           | kiesett           | kiesett           | kiesett           | kiesett           | 21.      |
| Philippe Beaudry        | Kard, egyéni | erőnyerő          | Dzmitrij Lapkesz (BLR) · 10-15   | kiesett           | kiesett           | kiesett           | kiesett           | kiesett           | 24.      |

Női
| Versenyző               | Versenyszám       | Selejtező                 | 32-es főtábla                 | Nyolcaddöntő      | Negyeddöntő       | Elődöntő          | Bronz- mérkőzés   | Döntő             | Helyezés |
| Versenyző               | Versenyszám       | Ellenfél Eredmény         | Ellenfél Eredmény             | Ellenfél Eredmény | Ellenfél Eredmény | Ellenfél Eredmény | Ellenfél Eredmény | Ellenfél Eredmény | Helyezés |
| ----------------------- | ----------------- | ------------------------- | ----------------------------- | ----------------- | ----------------- | ----------------- | ----------------- | ----------------- | -------- |
| Monica Peterson         | Tőr, egyéni       | Anna Bentley (GBR) · 10-9 | Lee Kiefer (USA) · 10-15      | kiesett           | kiesett           | kiesett           | kiesett           | kiesett           | 28.      |
| Sherraine Schalm-MacKay | Párbajtőr, egyéni | erőnyerő                  | Szin Aram (KOR) · 12-15       | kiesett           | kiesett           | kiesett           | kiesett           | kiesett           | 24.      |
| Sandra Sassine          | Kard, egyéni      |                           | Aleksandra Socha (POL) · 7-15 | kiesett           | kiesett           | kiesett           | kiesett           | kiesett           | 19.      |